# Limnophila (Limnophila) pullipes
Limnophila (Limnophila) pullipes is een tweevleugelige uit de familie steltmuggen (Limoniidae). De soort komt voor in het Neotropisch gebied.